# Charles Abbott, 1. Baron Tenterden
Charles Abbott, 1. Baron Tenterden PC SL (* 7. Oktober 1762 in Canterbury; † 4. November 1832 in London) war ein britischer Jurist.

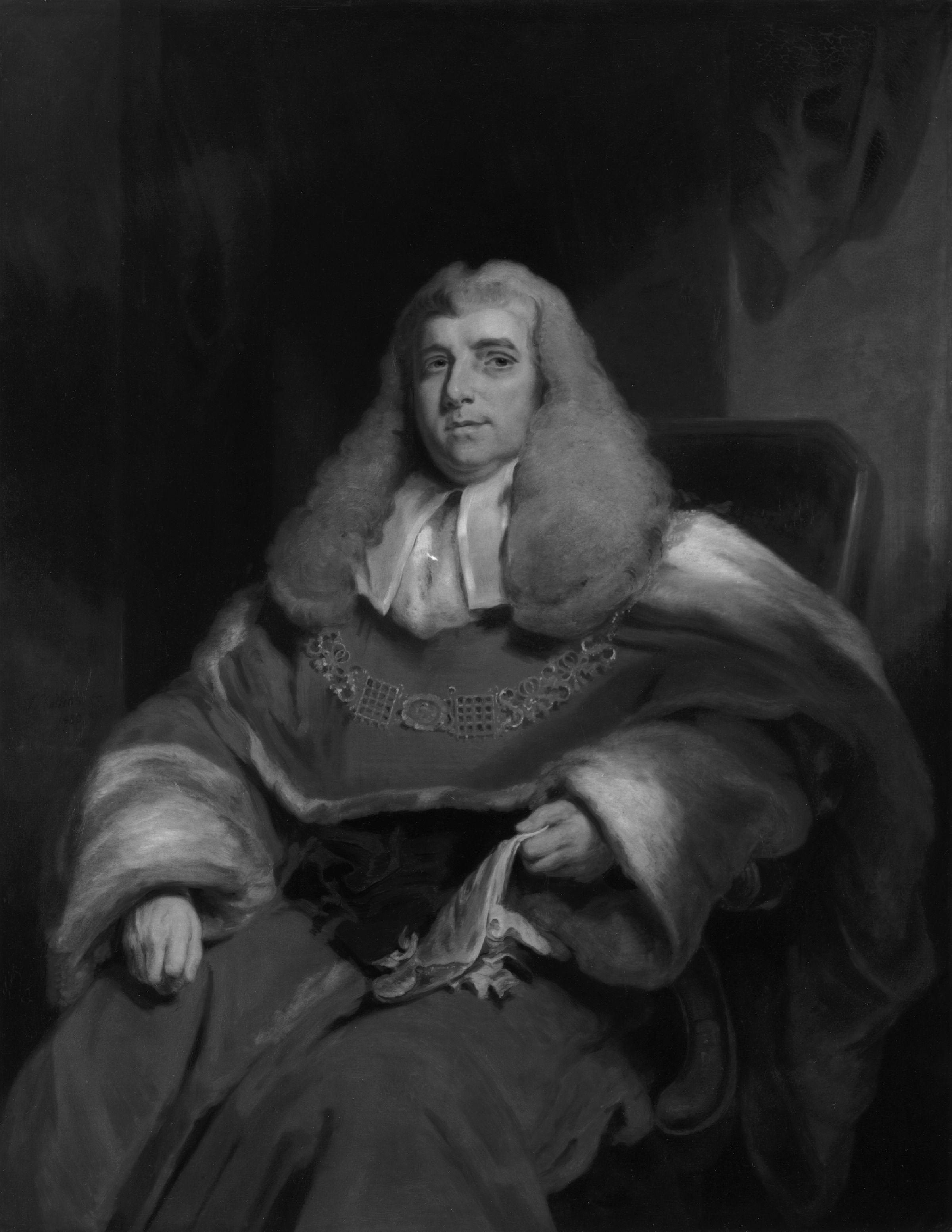
Charles Abbott

## Leben
Er war Sohn von John Abbott und dessen Ehefrau Alice. In seiner Jugend galt er als fleißiger Schüler mit gutem Benehmen. 1802 legte er die auch später noch maßgebliche Veröffentlichung Law relative to Merchant Ships and Seamen zum Recht der Handelsschifffahrt vor. 1816 wurde er zum Knight Bachelor geschlagen. Vom 4. November 1818 bis zum 4. November 1832 bekleidete er das Amt des Lord Chief Justice. In dieser Zeit war er 1820 Vorsitzender im Prozess gegen Arthur Thistlewood. Am 30. April 1827 wurde er zum Baron Tenterden, of Hendon in the county of Middlesex erhoben. Im britischen Oberhaus gehörte er der Fraktion der Tories an.
Er heiratete am 30. Juli 1795 Mary Lamotte. Das Ehepaar hatte zwei Söhne und zwei Töchter: John, Charles, Mary und Catherine.